# Beklemishevia demeteri
Beklemishevia demeteri är en kvalsterart som beskrevs av Sandór Mahunka 1984. Beklemishevia demeteri ingår i släktet Beklemishevia och familjen Ctenacaridae. Inga underarter finns listade.